# Måndagsbarn
„Måndagsbarn” – czwarty singel szwedzkiej piosenkarki Veroniki Maggio, który został wydany w 2008 roku przez Universal Music AB.

## Lista utworów
- CD singel (2008)[1]

1. „Måndagsbarn” – 3:26
2. „Måndagsbarn” (Instrumental Version) – 3:28
3. „Måndagsbarn” (Acapella Version) – 2:59

## Notowania na listach przebojów
| Kraj     | Lista (2008/2009/2010) | Najwyższa pozycja |
| -------- | ---------------------- | ----------------- |
| Norwegia | Top 20 Singles         | 1                 |
| Dania    | Tracklisten Top 40     | 8                 |
| Szwecja  | Top 60 Singles         | 23                |